# Giovanni Garzoni (medico)
Giovanni Garzoni (Bologna, 1419 – Bologna, 28 gennaio 1505) è stato un medico, storico e umanista italiano.

## Biografia

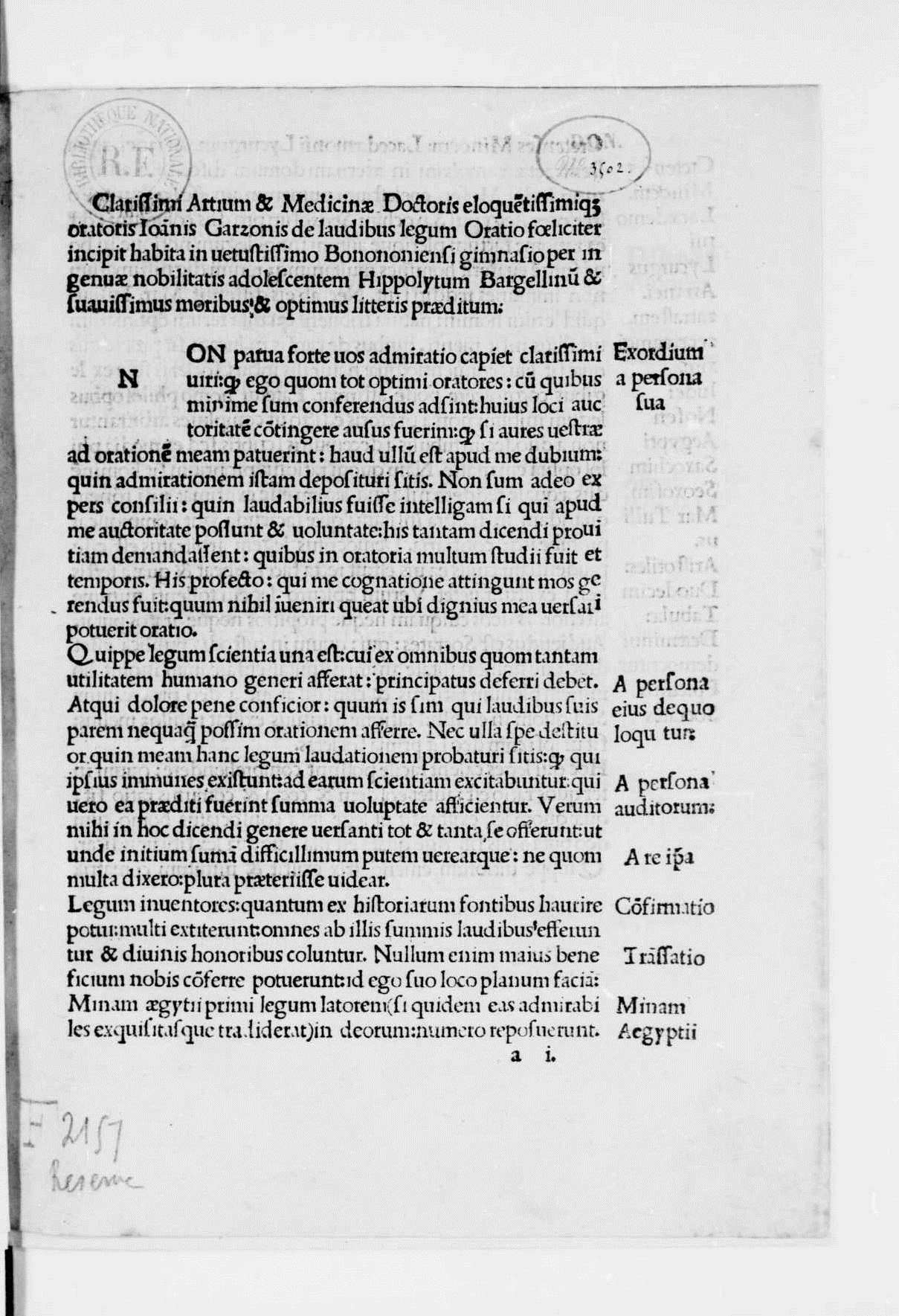
Oratio de laudibus legum, 1499

Giovanni era figlio del nobile Bernardo Garzoni, professore universitario di medicina e filosofia presso l'ateneo bolognese e archiatra pontificio di Niccolò V  e Callisto III. Studiò letteratura e oratoria a Bologna, Firenze e Ferrara, portando a compimento la formazione con Lorenzo Valla a Roma dove risiedette fra il 1455 e il 1458. Per volontà del padre, tuttavia, tornò poi nella città natale per dedicarsi agli studi di medicina: influì certo anche il bisogno economico, se è vero che Garzoni nel frattempo si era coniugato e aveva avuto quattro figli.
Ottenne la laurea nel 1466 (molto soffertamente a causa delle stringenti necessità familiari) e intraprese la carriera professionale e accademica. Le sue qualità gli meritarono l'incarico di medico di Giovanni II Bentivoglio e presso gli ordini religiosi dei Domenicani e degli Agostiniani. Pur eccellendo nell'arte medica e nell'insegnamento, non perse mai di vista gli studi umanistici, con particolare attenzione a Cicerone, Tito Livio, Sallustio, Agostino e Girolamo, e lasciò in questo campo numerosi lavori storici, filosofici e agiografici.
Non gli mancò l'impegno politico: nel 1467 fu membro del Consiglio degli Anziani e, in seguito, ambasciatore presso due papi, Alessandro VI e Pio III. Resse anche una scuola privata di retorica e filosofia che attrasse studenti italiani, polacchi, spagnoli, tedeschi e di tutta Europa.
Si spense agli inizi del 1505 durante un'epidemia che colpì Bologna. Tre dei suoi quattro figli erano stati falciati dalla pestilenza del 1469; il quarto invece gli procurò discendenti, l'ultimo dei quali morì nel 1735.

## Opere
- (LA) Oratio de laudibus legum, Bologna, Caligola Bazalieri, 1499.